# Hemiandrus bilobatus
Hemiandrus bilobatus är en insektsart som beskrevs av Kjell Ernst Viktor Ander 1938. Hemiandrus bilobatus ingår i släktet Hemiandrus och familjen Anostostomatidae. Inga underarter finns listade i Catalogue of Life.